# Andrew C. Becker
| 175562 Ajsingh        | 28 settembre 2006 |
| 175563 Amyrose        | 30 settembre 2006 |
| 175588 Kathrynsmith   | 3 ottobre 2006    |
| 178113 Benjamindilday | 27 settembre 2006 |
| 178155 Kenzaarraki    | 3 ottobre 2006    |
| 216164 Simonkrughoff  | 17 settembre 2006 |
| 217510 Dewaldroode    | 1º ottobre 2006   |
| 243000 Katysirles     | 1º ottobre 2006   |
| 243002 Lemmy          | 11 ottobre 2006   |
| 261107 Cameroncasimir | 21 settembre 2005 |
| 261108 Obanhelian     | 24 settembre 2005 |
| 261109 Annie          | 25 settembre 2005 |
| 474640 Alicanto       | 6 novembre 2004   |

Andrew C. Becker (1973) è un astronomo statunitense.
Dopo il baccellierato in fisica ottenuto nel 1995 all'Università Purdue, ha conseguito la laurea e il dottorato in astronomia all'Università di Washington rispettivamente nel 1996 e nel 2000. Dopo un periodo da ricercatore in diversi istituti è diventato assistente nel 2006 e professore associato nel 2012 all'Università di Washington.
Il Minor Planet Center gli accredita la scoperta di 644 asteroidi, effettuate tra il 2004 e il 2007, in parte in collaborazione con Jeremy M. Kubica, Andrew W. Puckett e Amy E. Rose.
Gli è stato dedicato l'asteroide 5280 Andrewbecker.